# 八田駅
八田駅（はったえき）は、愛知県名古屋市中村区・中川区八田町にある、東海旅客鉄道（JR東海）・名古屋市交通局（名古屋市営地下鉄）の駅である。
JR東海の関西本線と、名古屋市営地下鉄の東山線との接続駅であり、JRの駅には「CJ01」、地下鉄の駅には「H02」の駅番号が設定されている。近隣に近畿日本鉄道（近鉄）名古屋線の近鉄八田駅があり、乗り換えが可能となっている。区分のため「JR八田駅」「地下鉄八田駅」と呼ばれることが多い。

## JR東海

### 歴史
- 1918年（大正7年）7月15日：国有鉄道関西本線の名古屋 - 蟹江間に、八田信号所開設[3]。
- 1922年（大正11年）4月1日：八田信号場に変更[3]。
- 1925年（大正14年）4月25日：専用線発着貨物の取扱いを開始[3]。
- 1928年（昭和3年）2月1日：駅に昇格、八田駅が開業[1]。一般駅。
- 1980年（昭和55年）10月1日：専用線発着を除く、車扱貨物の取扱いを廃止[3]。
- 1984年（昭和59年）2月1日：荷物の取扱いを廃止[3]。
- 1987年（昭和62年）4月1日：国鉄分割民営化により、東海旅客鉄道・日本貨物鉄道が継承[3]。
- 1997年（平成9年）11月1日：日本貨物鉄道の駅（貨物の取扱い）が廃止[3]。
  - 晩年まで、駅西側にあった秩父セメントの包装所への専用線があり、東藤原駅よりセメントが到着していた。
  - また1989年7月まで小野田セメントの包装所への専用線が、それ以前には駅北側の三菱重工業名古屋研究所への専用線もあった。
- 2002年（平成14年）4月7日：名古屋方に0.5km移転、高架化[4]。東山線との乗換業務を開始。
- 2006年（平成18年）
  - 4月：駅南側の駅前広場およびロータリー完成。市バス、高畑13、高畑15、深夜2の3路線が乗り入れ。
  - 7月：TOICA導入に伴い、JR自動改札機をICカード読み取り機のついた簡易型自動改札機に更新。
  - 11月25日：ICカード「TOICA」の利用が可能となる。
- 2021年（令和3年）
  - 1月31日：JR全線きっぷうりばの営業を終了[5]。
  - 2月1日：集中旅客サービスシステム（現・お客様サポートサービス）の使用開始に伴い終日無人化[5][2]。サポートつき指定席券売機を導入[5][2]。
- 2022年（令和4年）3月12日：ダイヤ改正により、区間快速の停車駅となる[6]。

### 駅構造
島式ホーム1面2線と単式ホーム1面1線、合計2面3線のホームを有する高架駅。路線は東西に通っており、島式ホームは北側に、単式ホームは南側にある。単式ホームに隣接する路線が1番線（下り本線）、島式ホーム南側が2番線（中線）、北側が3番線（上り本線）となっている。
国鉄時代に関西線四日市駅方面 - 名古屋臨海高速鉄道西名古屋港線（あおなみ線）名古屋貨物ターミナル駅方面を結ぶ貨物列車のために、当駅から名古屋貨物ターミナル方面（現在の荒子駅付近で接続する）を結ぶデルタ線が計画されたが、南方貨物線計画頓挫とともに断念された。現在、取得してあった用地は道路及び住宅地に転用されている。
桑名駅が管理する無人駅である。高架下の駅舎内には自動券売機、サポートつき指定席券売機、自動改札機（磁気券投入口はあるがバーのない簡易タイプ）が設置されている。
JRの特定都区市内制度における「名古屋市内」の駅である。また、名古屋駅を出てから最初の終日無人駅である。事務管理コードは△530802を使用している。
運行形態の詳細は「関西線 (名古屋地区)」を参照。

#### のりば

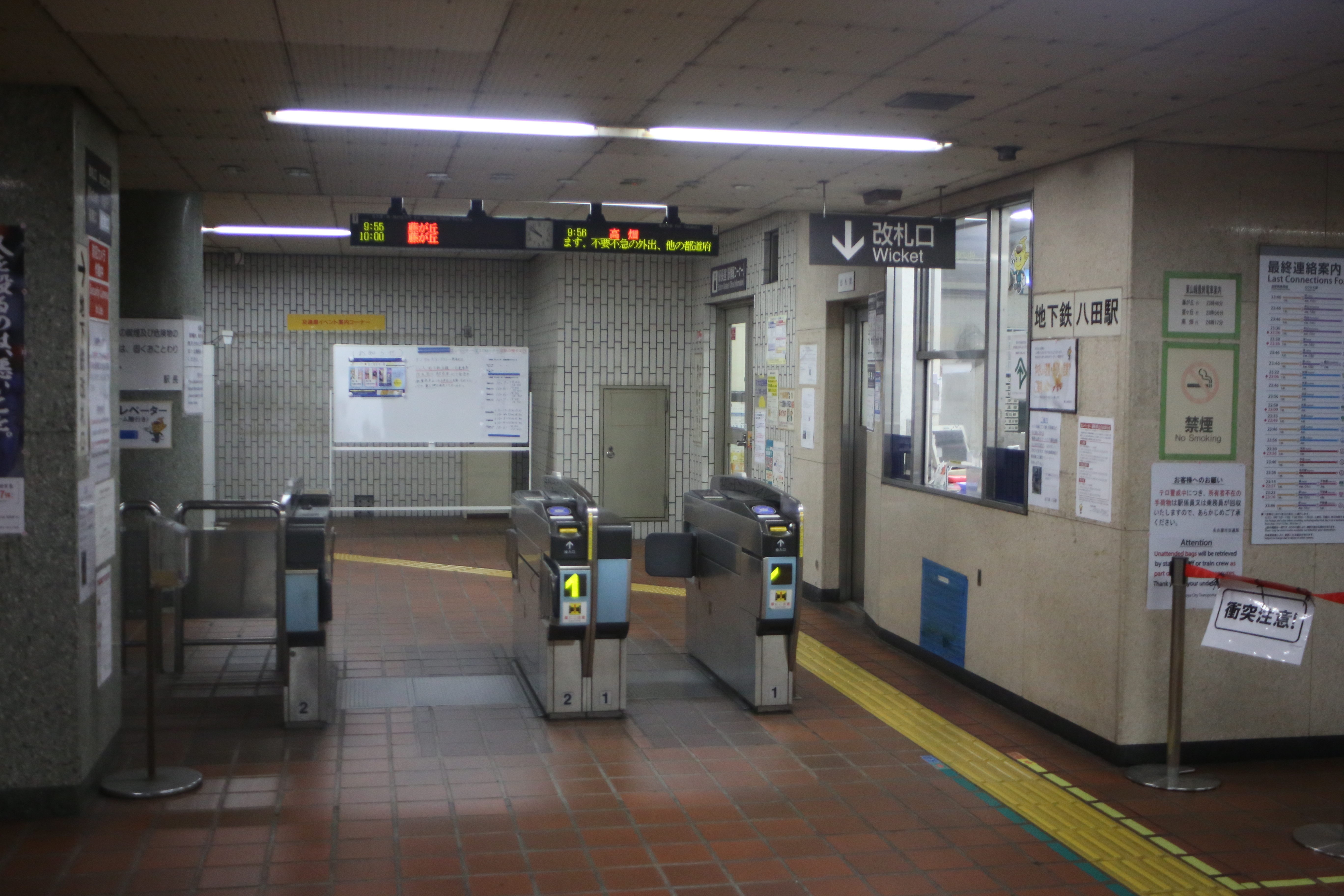
改札口（2021年9月）
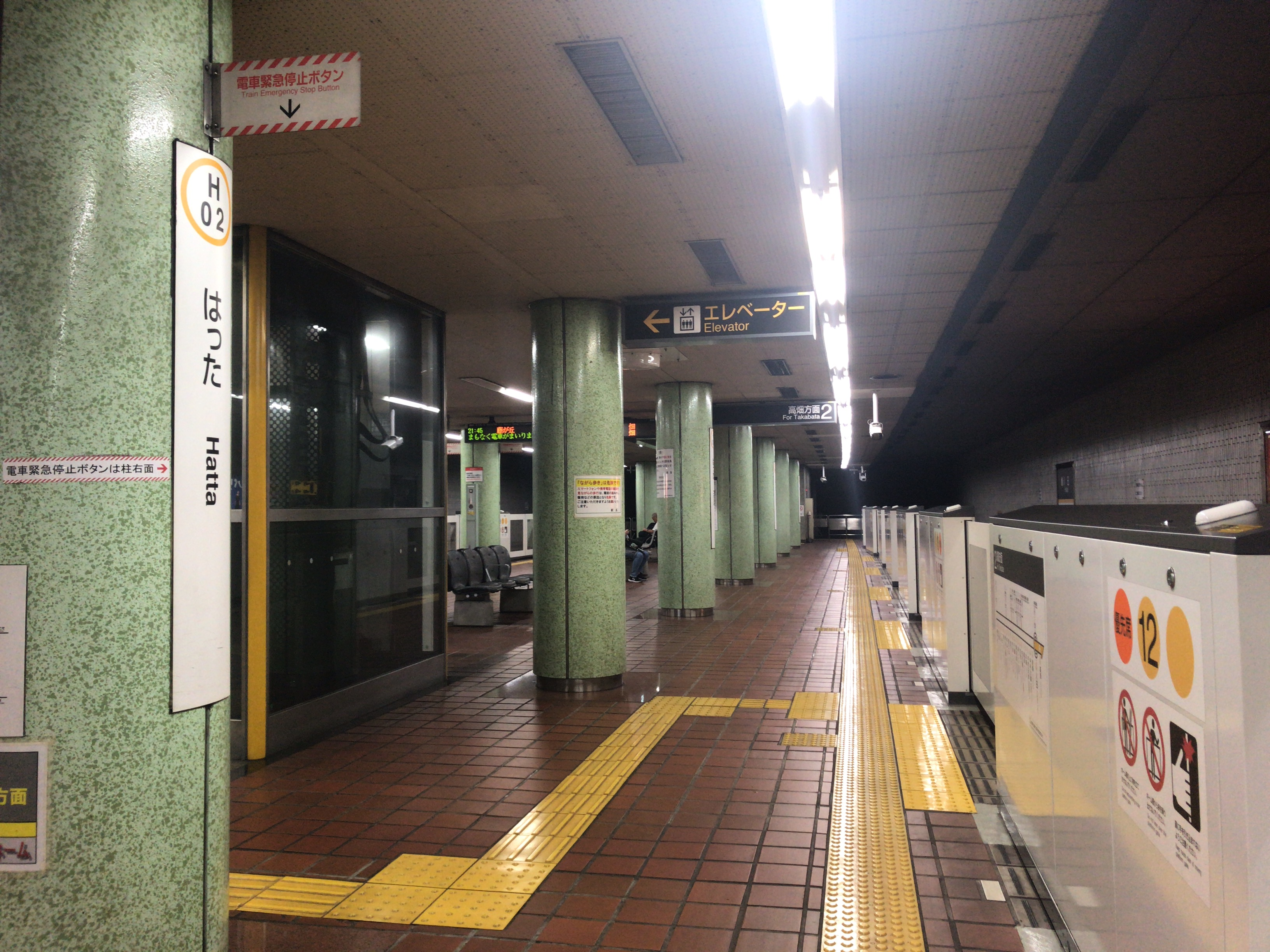
ホーム（2019年7月）

| 番線 | 路線        | 方向       | 行先             |
| ---- | ----------- | ---------- | ---------------- |
| 1    | CJ 関西本線 | 下り       | 四日市・松阪方面 |
| 2    | CJ 関西本線 | 下り       | 四日市・松阪方面 |
| 上り | CJ 関西本線 | 名古屋方面 |                  |
| 上り | CJ 関西本線 | 名古屋方面 | 3                |

（出典：JR東海:駅構内図）
ホームの案内表示は上記の通りであるが、実際は2番線は土休日に1本、快速みえを待避する下り普通列車が発着する（2021年（令和3年）3月改正ダイヤでは、7時50分発の普通亀山行）。その他は主に貨物列車の待避用に使用されている。上り列車は全て3番線に停車し、2番線に停車する列車は存在しない。

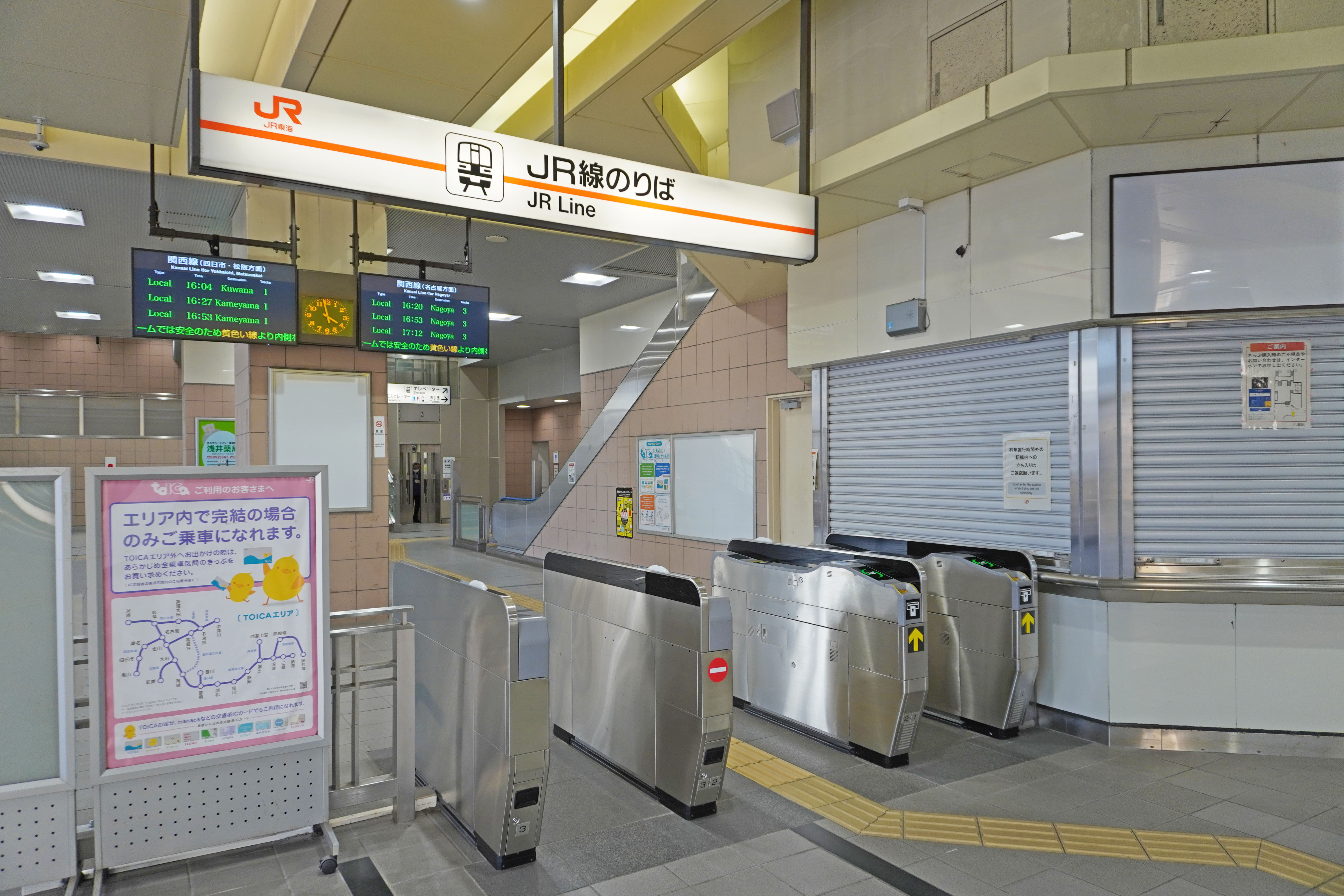
改札口（2023年1月）
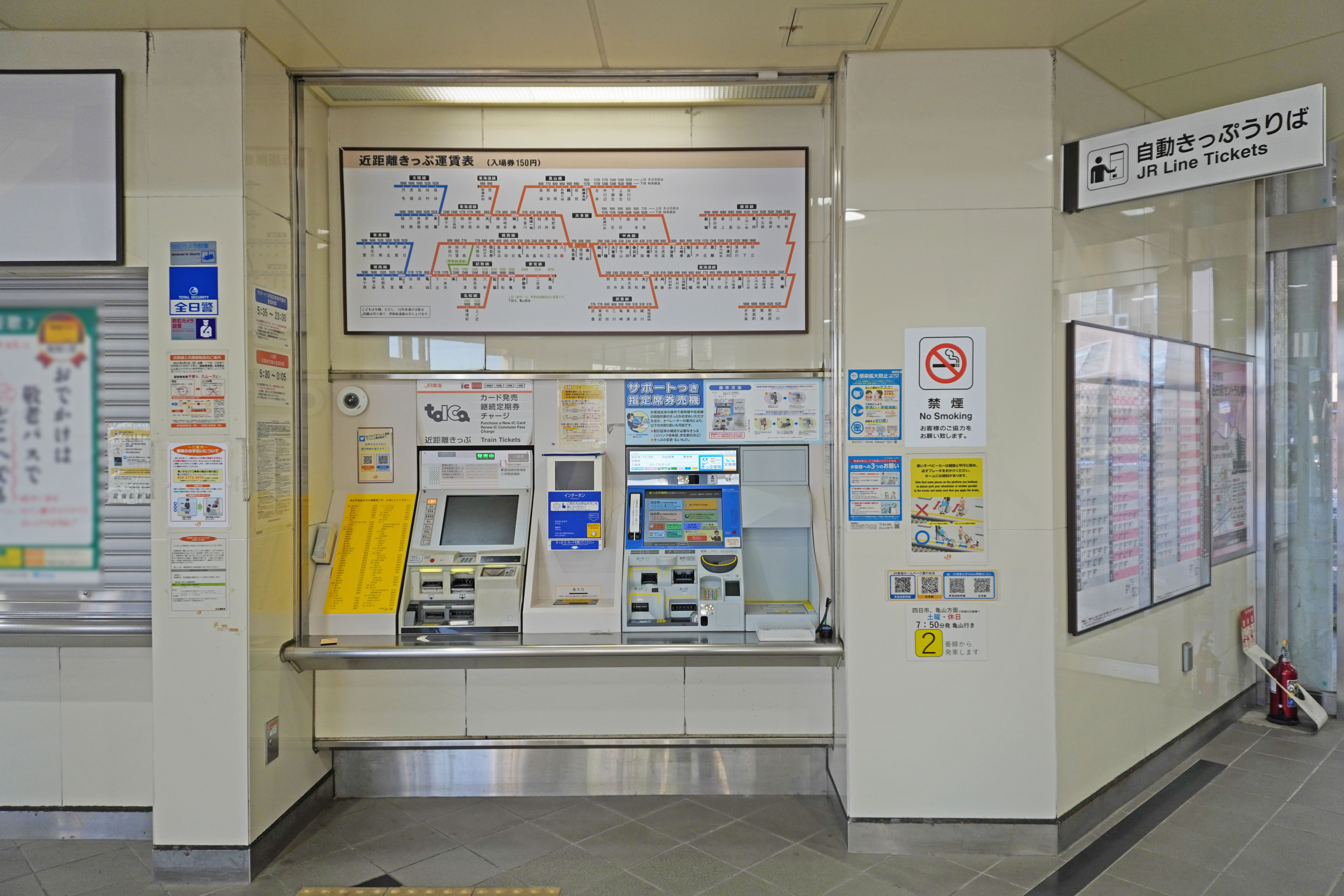
切符売り場（2023年1月）
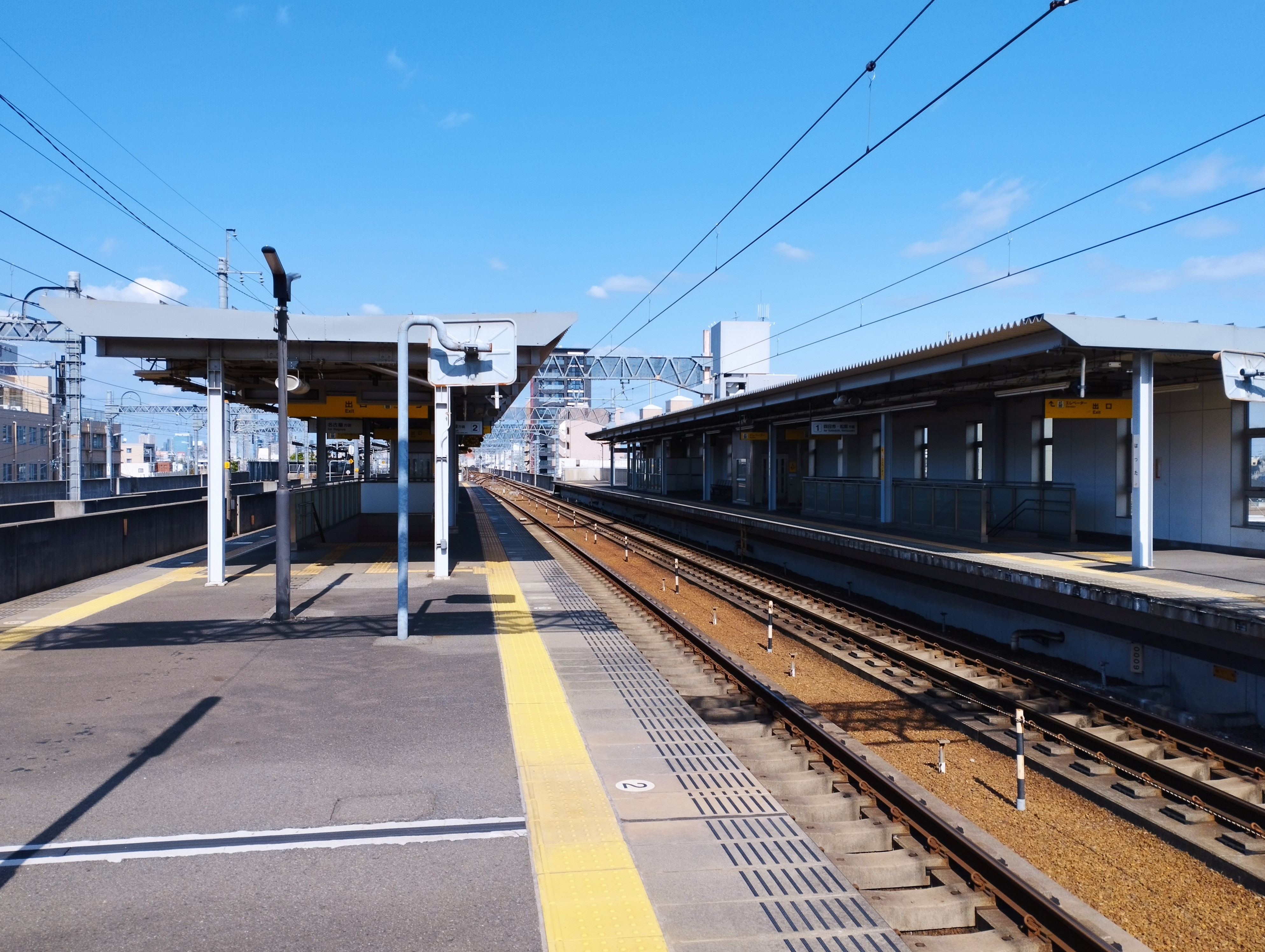
ホーム（2022年4月）
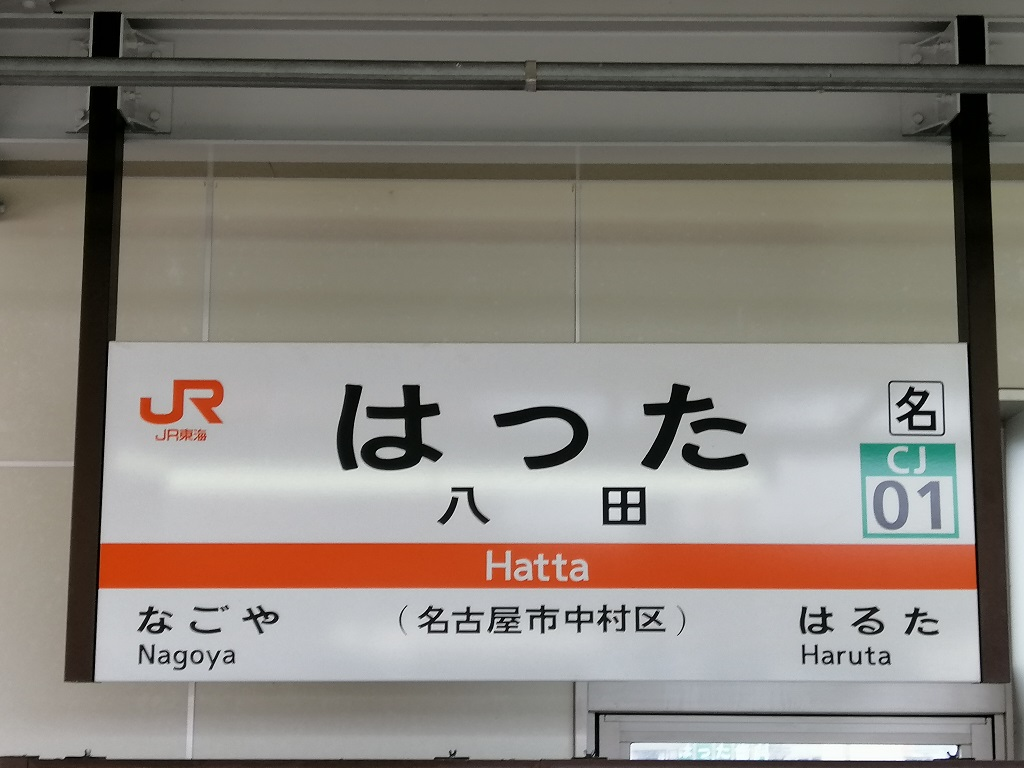
駅名標（2021年8月）

### 配線図
| ← 名古屋方面 ← 近鉄名古屋 方面      | 八田駅・近鉄八田駅 構内配線略図 | → 亀山方面 → 伊勢中川 方面 |
| 凡例 出典: 黒線がJR線、赤線が近鉄線 |                                 |                            |

### 駅移転と連続立体交差
地上駅時代の八田駅は現在より500m西側の中川区八田本町に位置した。かつてより「八田総合駅」構想があり、旧国鉄時代から名古屋市は駅の現在地への移転を求めてきたが、当時は貨物の取扱い駅でありこれに伴う移転費用など協議が難航していた。
また周辺は南北に走る幹線道路があるが名古屋中心部と比べ道路幅は狭く交通渋滞が頻繁であった。更に朝夕の通勤時間帯には関西本線と並行して走る近鉄名古屋線の列車本数が多くなることから「開かずの踏切」が発生し車や歩行者による鉄道事故が起きやすくなっていた。このことにより、連続立体交差化事業計画が持ち上がった。
国鉄民営化後に貨物の取扱いを廃止により駅移転の協議が両者間で進むことになり、JR八田駅移転及びJR線・近鉄線連続立体交差化事業を一括にして工事を行うことになった。駅移転工事の際、待避線となっていた中線が使用できなくなることから列車の運行に支障が出ないよう八田 - 春田（当時は春田信号場）間に伏屋信号場が1998年（平成10年）9月28日開設した。
駅移転及び連続立体交差工事は上り線側から始まり2002年（平成14年）4月7日駅移転工事が完成。駅ホームは下り線を2番（現在は待避線の中線）、上り線は3番として暫定開業した。現在の1番線（駅前ロータリー側）のホーム下は移転用の仮設線路を設けていた為に未完成のままだった。先行して開業した2・3番ホームはポイント及び信号設備等の関係で2番線の下り線は名古屋寄り、3番線の上り線は桑名寄りにそれぞれ乗車口があった。
その後、2003年（平成15年）10月31日に現在の下り線となる1番ホームが完成。暫定だった下り線2番ホームは待避線の切替工事を行いその後、中線となり全面開業した。これにより伏屋信号場はその役割を果たし2005年（平成17年）1月30日廃止された。
こうしてJR・地下鉄・近鉄の乗り換えの距離が短縮され、同時に周辺の踏切も撤去され幹線道路の拡幅や駅前も整備もされたが、同じ名古屋市にある「金山総合駅」に比べると規模は小さい。2015年（平成27年）現在、鉄道3線のうちでは地下鉄の利用者が最も多い。なお現在のJR駅の位置は高架化前の近鉄八田駅の位置に近いところにある。
当駅付近のJR関西線を複線化する計画があるが、2013年（平成25年）9月現在において事業が凍結されたままとなっている。

## 名古屋市営地下鉄

### 歴史
- 1982年（昭和57年）9月21日：開業[14]。
- 2002年（平成14年）4月7日：JR駅の高架化に伴い連絡通路エスカレーターを設置 JR線と乗換業務を開始。
- 2005年（平成17年）5月21日：近鉄八田駅の上り線が高架化され、近鉄との正式な乗換駅となる。おそらく、この時に駅のバリアフリー化が行われたと思われる。
- 2011年（平成23年）2月11日：manaca運用開始。
- 2015年（平成27年）9月14日：可動式ホーム柵使用開始。

### 駅構造
島式ホーム1面2線を有する地下駅で可動式ホーム柵が設置されている。1961年（昭和36年）の都市計画決定では終点の予定であったが、建設時に隣の高畑駅を終点にすることに変更された。出入口は4ヶ所で、1・4番出入口は中川区、2・3番出入口は中村区に位置する。JRや近鉄への連絡階段は2・3番出入口へ向かう通路の途中から分かれている。改札外のエレベーターはJR駅舎横へつながっている。
当駅は、東山線駅務区名古屋管区駅の管轄である。なお、駅業務は2016年（平成28年）4月1日より縁エキスパート株式会社へ委託されている。

#### のりば
| ホーム | 路線   | 行先       |
| ------ | ------ | ---------- |
| 1      | 東山線 | 藤が丘方面 |
| 2      | 東山線 | 高畑方面   |

（出典:名古屋市交通局:駅構内図）
- 改札口（2021年9月）
- ホーム（2019年7月）

## 利用状況
「名古屋市統計年鑑」によると、1日の平均乗車人員は以下の通りである。
| 年度   | JR東海 | 地下鉄 |
| ------ | ------ | ------ |
| 2003年 | 902    | 4,602  |
| 2004年 | 983    | 4,610  |
| 2005年 | 1,039  | 4,937  |
| 2006年 | 1,116  | 5,133  |
| 2007年 | 1,219  | 5,292  |
| 2008年 | 1,315  | 5,517  |
| 2009年 | 1,417  | 5,545  |
| 2010年 | 1,484  | 5,631  |
| 2011年 | 1,541  | 5,681  |
| 2012年 | 1,593  | 5,948  |
| 2013年 | 1,642  | 6,162  |
| 2014年 | 1,690  | 6,342  |
| 2015年 | 1,793  | 6,624  |
| 2016年 | 1,892  | 6,806  |
| 2017年 | 1,940  | 7,021  |
| 2018年 | 1,993  | 7,190  |
| 2019年 | 2,015  | 7,239  |
| 2020年 | 1,670  | 5,699  |
| 2021年 | 1,734  | 6,085  |
| 2022年 | 1,968  | 6,582  |
| 2023年 | 2,303  | 7,083  |

地下鉄は中村区で回り道となるルートなので、地下鉄による名古屋駅までの所要時間はJR、近鉄より長いが、乗り換えなしで名古屋駅を越えて栄や今池などへ行けるのと、平日ラッシュ時は列車が最短2分間隔で走っているため、JRや近鉄よりも利用客が多くなっている。

## 駅周辺
- 八田なみき病院
- 近鉄八田駅 - 近鉄名古屋線
- 小本駅
- 八田街道（愛知県道190号名古屋一宮線）
- 愛知県道229号八田停車場線

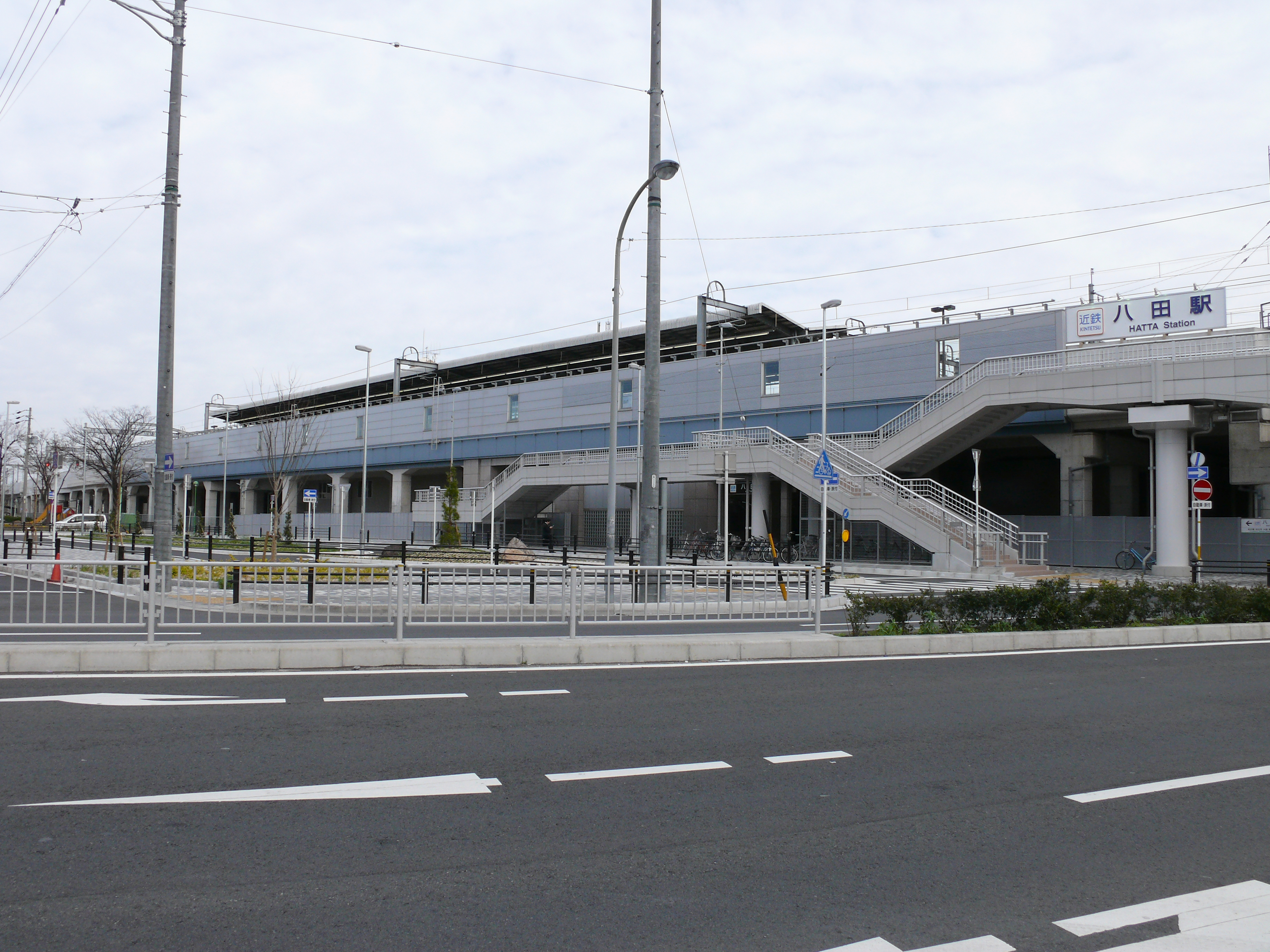
近鉄八田駅

  - 地上駅時代のJR八田駅前が起点。現在地に移転後も路線名はそのままである。
- 豊国通（名古屋市道豊国線）
- 名古屋市道高畑町線
- ヤマナカ 八田フランテ館
- DCM 八田店
- アオキスーパー八田店
- EQVo!岩塚店（スーパーマーケット）

## 交通

### 路線バス
八田駅周辺に発着する路線バスは、名古屋市営バスが運行し、周辺にあるバス停留所としては、「八田駅」（駅前広場）、「地下鉄八田」、「並木二丁目」の3か所存在する。駅前広場の開業前は花池町停留所の西350m先にある柳瀬町停留所が八田駅前という名称であった。
八田駅停留所（駅前広場）
- 高畑13号系統：野跡駅行、港区役所行
- 高畑15号系統：南陽交通広場行
- 深夜2号系統：栄行、地下鉄高畑行（平日のみ運転）

夜行バス
- JR東海バス・JRバス関東
  - ファンタジアなごや号：東京駅・東京ディズニーランド行（2022年（令和4年）10月1日に乗り入れ開始）

地下鉄八田停留所
- 栄23号系統：栄行、中川車庫前行

並木二丁目
- 名駅22号系統：名古屋駅行、横井町行

### 送迎・シャトルバス
送迎バス
- 名駅大治自動車学校行き（入校者のみ、完全予約制）：八田駅の南にある飲食店「いけす大善」、八田駅の北にある持ち帰り飲食店「ほっともっと 八田駅前店」から発着している。

シャトルバス
- 中川コロナワールド行：無料シャトルバスであり、八田駅前広場内から発着している。

## 隣の駅
東海旅客鉄道（JR東海）
CJ 関西本線
■快速「みえ」・■快速
通過
■区間快速・■普通
名古屋駅 (CJ00) - （笹島信号場） - 八田駅 (CJ01) - 春田駅 (CJ02)
名古屋市営地下鉄
 東山線 
高畑駅 (H01) - 八田駅 (H02) - 岩塚駅 (H03)
()内は駅番号を示す。